# 浩齊特部
浩齐特部又称蒿齐忒、霍齐忒，是明代察哈尔八部之一、清朝蒙古部落。浩齐特意为“老”，与此部较早属蒙古大汗有关。 
达延汗之孙达赉逊时，号所部为浩齐特。之后达赉逊汗曾孙博罗特和噶尔玛色旺投奔喀尔喀车臣汗硕垒。清崇德二年（1637年），博罗特率部归附皇太极；顺治三年（1646年）编浩齐特左翼旗。顺治八年（1651年），噶尔玛色旺率部归附清朝；顺治十年（1653年）编浩齐特右翼旗。浩齐特部共设两扎萨克旗，同属于锡林郭勒盟。浩齐特的行政区划在1949年被撤消，现今划入东乌珠穆沁旗、西乌珠穆沁旗之中。